# المعامرة (تعز)
المعامرة هي إحدى قرى الجمهورية اليمنية. تتبع جغرافيا لمحافظة تعز وإداريًا لمديرية المخاء. يبلغ تعداد سكانها 2806 نسمة حسب الإحصاء الذي أجري عام 2004.